# Марвин, Михаил Яковлевич
Михаил Яковлевич Ма́рвин (1898—1978) — советский учёный-зоолог, доктор биологических наук, профессор.

## Биография
Родился в крестьянской семье.
В 1917—1921 годах служил в РККА.
В 1921—1927 годах работал учителем начальной школы, библиотекарем в Каргополе. В 1927—1928 годах учился в Вологодском педагогическом техникуме.
В 1931 году окончил Московский педагогический институт. В 1932—1935 годах — аспирант и ассистент кафедры зоологии и сравнительной анатомии позвоночных Ленинградского государственного университета.
В 1935—1940 годах работал в Карельском педагогическом институте заведующим кафедрой зоологии, деканом факультета, заместителем директора по учебно-научной части.
С 1940 года преподавал в Карело-Финском государственном университете: заведующий кафедрой зоологии позвоночных, декан биологического факультета.
С января 1947 года — заведующий зоологической лабораторией Карело-Финской научно-исследовательской базы АН СССР.
С 1951 года — заведующий кафедрой зоологии позвоночных Уральского госуниверситета им. А. М. Горького.
Умер 14 октября 1978 года в Свердловске. Похоронен на Широкореченском кладбище.

## Научные труды
Автор более 40 печатных научных трудов, учебных пособий и научно-популярных книг.
- «Животный мир Карело-Финской ССР» (1951)
- «Млекопитающие Карелии» (1959)
- «Фауна наземных позвоночных Урала» (1969)